# Баску, Димитри
Димитри́ Баску́ (фр. Dimitri Bascou; род. 20 июля 1987, Шельшер, Мартиника, Франция) — французский легкоатлет, специализирующийся в барьерном беге. Бронзовый призёр Олимпийских игр 2016 года в беге на 110 метров с барьерами. Чемпион Европы (2016). Бронзовый призёр чемпионата мира в помещении 2016 года. Шестикратный чемпион Франции, действующий рекордсмен страны в беге на 60 метров с барьерами. Кавалер Национального ордена «За заслуги» (1 декабря 2016).

## Биография
Родился и вырос на Мартинике, небольшом острове и заморском департаменте Франции в Карибском море. Начал заниматься лёгкой атлетикой в 7 лет, параллельно увлекаясь футболом (играл на позиции вратаря) и плаванием. Однако в этих видах спорта он не был успешен, поэтому выбор был сделан в пользу бега. Выступал за клуб «Эглон дю Ламантен».
В 2004 году он покинул остров и отправился во Францию, где поступил в Национальный институт спорта и физической культуры. Постоянно меняя клубы и тренировочные базы, Димитри тем не менее с каждым годом прогрессировал и неизменно улучшал личный рекорд в беге на 110 метров с барьерами. В 21 год впервые стал чемпионом Франции, участвовал в чемпионате мира 2009, где показал лучший результат в карьере в полуфинале (13,49).
Регулярно участвовал в финалах различных международных соревнований. В 2010 году стал 4-м на чемпионате Европы, в 2011-м занял это же место на Универсиаде. Участвовал в Олимпийских играх 2012 года. В Лондоне он остановился на стадии полуфинала.
C 2013 года стал тренироваться под руководством Жискара Самба в клубе US Creteil.
В 2014 году финишировал третьим на чемпионате Европы, однако был дисквалифицирован, поскольку в финишном створе выбежал на соседнюю дорожку и создал помеху венгру Балажу Байи.
Зимой 2015 года добился первого крупного успеха в карьере — стал серебряным призёром чемпионата Европы в помещении, уступив в финале только соотечественнику Паскалю Мартино-Лагарду. Бежал в финале чемпионата мира 2015 года, где финишировал 5-м.
2016 год стал одним из лучших в карьере Димитри. Он завоевал награды всех крупных международных соревнований, в которых участвовал. В феврале он установил новый рекорд Франции в беге на 60 метров с барьерами (7,41), а через месяц стал третьим на зимнем чемпионате мира (7,48). В июле впервые в карьере стал чемпионом Европы.
На своих вторых Олимпийских играх в Рио-де-Жанейро Баску выиграл бронзовую медаль, пропустив вперёд себя только ямайца Омара Маклеода и испанца Орландо Ортегу.
Среди интересов Димитри помимо спорта — рэп и японская культура. Младший брат Баску, Эмерик, также выступает в беге на 110 метров с барьерами.

## Основные результаты
| Год  | Турнир                          | Место проведения           | Дисциплина        | Место       | Результат |
| ---- | ------------------------------- | -------------------------- | ----------------- | ----------- | --------- |
| 2005 | CARIFTA Games                   | Баколет, Тринидад и Тобаго | 110 м с барьерами | 4-е         | 14,84     |
| 2005 | CARIFTA Games                   | Баколет, Тринидад и Тобаго | эстафета 4×100 м  | 2-е         | 41,21     |
| 2005 | CARIFTA Games                   | Баколет, Тринидад и Тобаго | эстафета 4×400 м  | 4-е         | 3:20,60   |
| 2005 | Чемпионат Европы среди юниоров  | Каунас, Литва              | 110 м с барьерами | 14-е (заб.) | 14,83     |
| 2007 | Чемпионат Европы среди молодёжи | Дебрецен, Венгрия          | 110 м с барьерами | 10-е (заб.) | 14,20     |
| 2009 | Средиземноморские игры          | Пескара, Италия            | 110 м с барьерами | 2-е         | 13,75     |
| 2009 | Чемпионат Европы среди молодёжи | Каунас, Литва              | 110 м с барьерами | 4-е         | 13,66     |
| 2009 | Чемпионат Франции               | Анже, Франция              | 110 м с барьерами | 1-е         | 13,41     |
| 2009 | Чемпионат мира                  | Берлин, Германия           | 110 м с барьерами | 16-е (1/2)  | 13,49     |
| 2010 | Чемпионат Франции               | Валанс, Франция            | 110 м с барьерами | 1-е         | 13,42     |
| 2010 | Чемпионат Европы                | Барселона, Испания         | 110 м с барьерами | 4-е         | 13,41     |
| 2011 | Чемпионат Франции в помещении   | Обьер, Франция             | 60 м с барьерами  | 1-е         | 7,52      |
| 2011 | Чемпионат Европы в помещении    | Париж, Франция             | 60 м с барьерами  | 6-е         | 7,64      |
| 2011 | Чемпионат Франции               | Альби, Франция             | 110 м с барьерами | 1-е         | 13,26     |
| 2011 | Универсиада                     | Шэньчжэнь, Китай           | 110 м с барьерами | 4-е         | 13,60     |
| 2011 | Чемпионат мира                  | Тэгу, Южная Корея          | 110 м с барьерами | 10-е (1/2)  | 13,62     |
| 2012 | Чемпионат Франции               | Анже, Франция              | 110 м с барьерами | — (финал)   | DNF       |
| 2012 | Олимпийские игры                | Лондон, Великобритания     | 110 м с барьерами | 19-е (1/2)  | 13,55     |
| 2013 | Чемпионат Франции в помещении   | Обьер, Франция             | 60 м с барьерами  | 2-е         | 7,56      |
| 2013 | Чемпионат Европы в помещении    | Гётеборг, Швеция           | 60 м с барьерами  | 12-е (1/2)  | 7,72      |
| 2013 | Средиземноморские игры          | Мерсин, Турция             | 110 м с барьерами | 4-е         | 13,93     |
| 2013 | Чемпионат Франции               | Париж, Франция             | 110 м с барьерами | 2-е         | 13,64     |
| 2014 | Чемпионат Франции               | Реймс, Франция             | 110 м с барьерами | 2-е         | 13,44     |
| 2014 | Чемпионат Европы                | Цюрих, Швейцария           | 110 м с барьерами | — (финал)   | DQ        |
| 2015 | Чемпионат Франции в помещении   | Обьер, Франция             | 60 м с барьерами  | 1-е         | 7,48      |
| 2015 | Чемпионат Европы в помещении    | Прага, Чехия               | 60 м с барьерами  | 2-е         | 7,50      |
| 2015 | Чемпионат Франции               | Вильнёв-д’Аск, Франция     | 110 м с барьерами | 3-е         | 13,38     |
| 2015 | Чемпионат мира                  | Пекин, Китай               | 110 м с барьерами | 5-е         | 13,17     |
| 2016 | ISTAF                           | Берлин, Германия           | 60 м с барьерами  | 1-е         | 7,41 NR   |
| 2016 | Чемпионат мира в помещении      | Портленд, США              | 60 м с барьерами  | 3-е         | 7,48      |
| 2016 | Чемпионат Франции               | Анже, Франция              | 110 м с барьерами | 1-е         | 13,05     |
| 2016 | Чемпионат Европы                | Амстердам, Нидерланды      | 110 м с барьерами | 1-е         | 13,25     |
| 2016 | Олимпийские игры                | Рио-де-Жанейро, Бразилия   | 110 м с барьерами | 3-е         | 13,24     |
| 2016 | DécaNation                      | Марсель, Франция           | 110 м с барьерами | 1-е         | 13,24     |
| 2019 | Чемпионат мира                  | Доха, Катар                | 110 м с барьерами | 10-е (1/2)  | 13,48     |